# روبرت كورك
روبرت كورك (بالإنجليزية: Robert Crook)‏ هو محامي وسياسي أمريكي، ولد في 22 أبريل 1929 في بولتون في الولايات المتحدة، وتوفي في 26 يناير 2011. انتخب عضو مجلس ولاية مسيسيبي.